# From a Buick 6
"From a Buick 6" é uma canção escrita pelo cantor e compositor Bob Dylan e lançada no álbum Highway 61 Revisited, em 7 de setembro de 1965. Também foi lançada como um single no lado B de "Positively 4th Street". Foi gravada em 30 de julho daquele ano.

## Estio musical
O crítico Bill Janovitz, da AllMusic, descreveu a música como um "blues estridente e rápido" que é tocado de forma "quase imprudente" por uma banda que incluiu Al Kooper no órgão e Mike Bloomfield na guitarra. A parte da guitarra é modelada nos antigos riffs de blues de Robert Johnson, Charley Patton e Big Joe Williams. Também apresenta batidas do baterista Bobby Gregg, passagens de baixo de Harvey Brooks, e uma ruptura crescente de gaita. A música começa com um golpe de aro semelhante à canção de abertura da Highway 61 Revisited, "Like a Rolling Stone". É essencialmente um blues de doze compassos padrão, tocado com acordes fortes, e é notável pela substituição quase indiscernível de Bloomfield de um fá maior no décimo compasso de todos os versos, exceto os primeiros, enquanto o baixo e o órgão são tocados em sol maior. É parcialmente baseada na música de Sleepy John Estes de 1930 intitulada "Milk Cow Blues", mesmo tirando algumas letras da canção mais antiga, mas sua abordagem é mais parecida com a versão do The Kinks de uma música de Kokomo Arnold que também foi chamada de "Milk Cow Blues".

## Versões cover
Foi regravada por músicos como Gary U.S. Bonds, Mitch Ryder, Treat Her Right, Mike Wilhelm, Alex Taylor e Johnny Winter.

## Legado
O nome de um romance From a Buick 8 (2002), de Stephen King, é adaptado do título desta música.
A faixa "From a Motel 6" no álbum Painful (1993), do Yo La Tengo, é um aceno para o título da música de Dylan.
A canção de Billy Bragg, "From a Vauxhall Velox", no álbum Brewing Up with Billy Bragg, de 1984, foi escrita como uma resposta a "From a Buick 6".
Numa apresentação da Apple realizada em 2006, Steve Jobs observou que esta era sua faixa favorita de todos os tempos.